# Krzysztof Kołomański
Krzysztof Marek Kołomański, född den 16 augusti 1973 i Opoczno, Polen, är en polsk kanotist.
Han tog OS-silver i C-2 slalom i samband med de olympiska kanottävlingarna 2000 i Sydney.